# Nikolaj Nikolaevič Duchonin
Nikolaj Nikolaevič Duchonin (in russo Никола́й Никола́евич Духо́нин?; Governatorato di Smolensk, 13 dicembre 1876 – Mahilëŭ, 3 dicembre 1917) è stato un generale russo, ultimo comandante supremo dell'esercito imperiale russo.

## Biografia
Nacque nel governatorato di Smolensk da una famiglia di origine aristocratica. Nel 1902 si diplomò all'Accademia dello Stato maggiore di Mosca e fu assegnato come ufficiale ai servizi segreti del distretto militare di Kiev. Allo scoppio della prima guerra mondiale Duchonin era uno dei più giovani alti ufficiali dell'esercito imperiale russo e verso la fine del 1915 divenne vice quartiermastro generale del fronte sud-occidentale; promosso a generale, nel luglio del 1916 fu nominato quartiermastro generale. La carriera di Duchonin continuò a progredire anche dopo la caduta del regime zarista e, nell'agosto 1917, divenne capo dello stato maggiore sul fronte sud-occidentale.
Dopo l'arresto di Lavr Georgievič Kornilov, nel settembre 1917 Aleksandr Fëdorovič Kerenskij si autoproclamò comandante supremo dell'esercito e nominò Duchonin capo di stato maggiore. Nel novembre 1917, alla caduta di Kerenskij, il generale Duchonin divenne capo supremo dell'esercito.
Il 21 novembre 1917 Lenin assunse il controllo del governo russo e ordinò a Duchonin di negoziare una pace separata con i tedeschi, ma il generale non obbedì, anche per le pressioni dei rappresentanti militari dei governi alleati (Regno Unito, Francia, Italia, Giappone e Romania) poiché avrebbe rappresentato la violazione dell'"accordo di Costantinopoli" del 18 marzo 1915. Di conseguenza, il 22 novembre Lenin destituì Duchonin e lo sostituì con Nikolaj Vasil'evič Krylenko.
Mentre attendeva nel quartier generale di Mahilëŭ il suo successore, che doveva condurlo davanti al tribunale rivoluzionario di Pietrogrado, Duchonin diede l'ordine di rilasciare i generali Lavr Georgievič Kornilov, Anton Ivanovič Denikin, Aleksandr Sergeevič Lukomskij e Ivan Pavlovič Romanovskij, agli arresti dopo il loro fallito tentativo di colpo di stato.
Alla notizia dell'ordine di rilascio di Kornilov, una folla di soldati rivoluzionari inferociti (la scorta di Kornilov) trascinò fuori Duchonin dal treno e lo linciò. Fu ucciso a colpi di arma da fuoco e baionetta e il suo corpo usato come bersaglio nelle esercitazioni di tiro.